# Queen Creek
Queen Creek is een plaats (town) in de Amerikaanse staat Arizona, en valt bestuurlijk gezien onder Maricopa County en Pinal County.

## Demografie
Bij de volkstelling in 2000 werd het aantal inwoners vastgesteld op 4316.
In 2006 is het aantal inwoners door het United States Census Bureau geschat op 20.818, een stijging van 16502 (382,3%).

## Geografie
Volgens het United States Census Bureau beslaat de plaats een oppervlakte van
66,8 km², geheel bestaande uit land.

## Plaatsen in de nabije omgeving
De onderstaande figuur toont nabijgelegen plaatsen in een straal van 24 km rond Queen Creek.